# Konyaaltı
Konyaaltı ist ein Landkreis (İlçe) der türkischen Provinz Antalya und zusammen mit der Kreisstadt Finike gleichzeitig ein Stadtbezirk der 1993 geschaffenen Büyükşehir belediyesi Antalya (Großstadtgemeinde/Metropolprovinz). Der Landkreis liegt im Südwesten der Provinzhauptstadt und grenzt im Westen an Korkuteli und Kumluca, im Süden an Kemer, im Osten an Muratpaşa und Kepez und im Norden an Döşemealtı. 
Seit einer Gebietsreform 2014 ist der Landkreis flächen- und einwohnermäßig identisch mit der Kreisstadt, alle ehemaligen Dörfer und Gemeinden des Kreises wurden Mahalla (Ortsteile) der Stadt.
Der Konyaaltı-Strand im Westen von Antalya ist ein beliebter Badestrand. Der Freizeitpark Minicity liegt in Konyaaltı.